# NGC 7795
NGC 7795 ist die Bezeichnung für einen Asterismus im Sternbild Kassiopeia. Entdeckt wurde das Objekt am 29. September 1829 von John Herschel.